# Minnie Turner
Pour les articles homonymes, voir Turner.
Minnie Turner (6 mai 1866 - 1948) est une suffragette britannique connue pour avoir dirigé une maison d'hôtes, la « Sea View », à Brighton. En novembre 1911, elle est arrêtée pour avoir brisé une fenêtre du ministère de l'Intérieur et condamnée à vingt-un jours de détention à la prison de Holloway.

## Biographie
Minnie Sarah Turner naît le 6 mai 1866 à Londres.
Minnie Turner est d'abord membre de la National Union of Women's Suffrage Societies (NUWSS), puis elle rejoint la Women's Social and Political Union  (WSPU) et la Women's Tax Resistance League. Elle a été secrétaire honorifique de la Women's Liberal Association à Brighton,,.
Elle dirige à partir de 1910 une maison d'hôtes à Brighton, la « Sea View », au 13 puis aussi au 14 Victoria Road. Cette pension sert de lieu de villégiature, mais aussi de refuge pour les suffragettes britanniques emprisonnées pour la cause suffragiste, dont beaucoup se remettaient de l'alimentation forcée en prison. Elle passe des annonces publicitaires dans le magazine suffragiste Votes for Women. Ses pensionnaires sont notamment Lady Constance Bulwer-Lytton, Mary Jane Clarke, Emily Davison, Flora Drummond, Annie Kenney, Mary Naylor, Christabel Pankhurst, Emmeline Pankhurst, Emmeline Pethick-Lawrence, Vera Wentworth et Ada Wright. En 1912, Emily Davison récupère de son expérience carcérale avec Turner jusqu'à ce qu'elle puisse se rendre à Northumberland.
Turner accueille Minnie Baldock et paye ses frais de voyage pour que celle-ci soutienne les efforts de Mary Clarke lors de la campagne locale de juillet 1910.
Elle est arrêtée deux fois pour son implication dans les manifestations suffragistes. En 1910, elle est notamment arrêtée pour avoir manifesté devant la Chambre des communes du Royaume-Uni au cours du Black Friday.
Puis, en novembre 1911, elle est arrêtée pour avoir brisé une vitre du Home Office et elle est condamnée à vingt-un jours de prison à Holloway. Elle reçoit une Hunger Strike Medal « pour bravoure » décernée par la WSPU.
Les propres fenêtres de Minnie Turner sont menacées dans une carte postale anonyme, avec le message « I beleive your windows are likely to be broken shortly, as an act of retaliation, so would warn you to take precaution What ho Alf », et une ou deux vitres ont en effet été brisées. Turner a en réponse collé une note sur les fenêtres affectées avec l'inscription « Logique masculine. L'imitation est la forme la plus sincère de flatterie. ».

## Hommages et postérité
Le 18 novembre 2018, une Blue plaque en son honneur de Turner est dévoilée sur le site de la « Sea View » au 13 Victoria Road, Brighton.
Sa « broche Holloway » est présentée à l'exposition 100 years since the Representation of the People Act, 1918-2018 au musée de Brighton. La collection de cartes postales suffragistes de Minnie Turner en dépôt au Musée de Londres donne un aperçu du soutien qu'elle apporte aux militantes aux prises avec des situations difficiles,.

## Voir également